# Kansas durant la guerre de Sécession
Le Kansas fait partie des États de l'Union durant la guerre de Sécession.

## Contexte
Au début de la guerre de Sécession en avril 1861, le Kansas était le plus récent État américain, admis quelques mois plus tôt en janvier. L’État avait officiellement rejeté l’esclavage par un vote populaire et promis de se battre aux côtés de l’Union, bien que les divisions idéologiques avec le Missouri voisin, un État esclavagiste, aient conduit à un conflit violent au cours des années précédentes et aient persisté pendant toute la durée de la guerre.
Alors que le Kansas était un État frontalier rural éloigné des principaux théâtres de guerre et que son gouvernement unioniste n’a jamais été sérieusement menacé par les forces militaires confédérées, plusieurs engagements ont eu lieu à l’intérieur de ses frontières, ainsi que d’innombrables raids et escarmouches entre irréguliers locaux.

## Opérations
Au début du conflit, le gouvernement du Kansas n'avait pas de milices organisées, d'armes, de tenues et de fournitures, rien avec lequel satisfaire la demande, sauf la volonté commune des fonctionnaires et des citoyens. Durant les années 1859 et 1860, les organisations militaires sont tombées en désuétude ou démantelées.
Le premier régiment du Kansas fut appelé le 3 juin 1861. le quota de militaires imposé au Kansas était de 16 654, et le nombre appelé fut de 20 097, laissant un surplus de 3 443 hommes au compte du Kansas.
La bataille de Baxter Springs, parfois appelé le massacre de Baxter Springs, était une bataille mineure de la guerre, et se déroula le 6 octobre 1863, près de l'actuel Baxter Springs. La bataille de Mine Creek, connu aussi sous le nom de bataille des Osage était une bataille cavalière qui eut lieu au Kansas durant la guerre.
Le 25 octobre 1864, la bataille de Marais des Cygnes eut lieu dans le comté de Linn. Appelée aussi la Battle of Trading Post, elle opposa le général de division Sterling Price qui conduisait une expédition du Missouri contre les forces de l'Union sous le commandement du général de division Alfred Pleasonton. Price, après être allé au sud de Kansas City, fut rattrapé par Pleasonton au marais des Cygnes. Les forces confédérés furent forcées de se retirer après un assaut des forces de l'Union.

### Massacre de Lawrence
Après que le général Ewing eut ordonné l'emprisonnement des femmes et enfants appartenant aux familles des membres connus de la guérilla du Missouri, le toit de la prison s'effondra, tuant un certain nombre de prisonniers. Ces morts engagèrent le Missouri. Le 21 août 1863, William Quantrill mena les Quantrill's Raid à Lawrence détruisant presque entièrement la ville et tuant près de 150 hommes et enfants non armés. Les partisans confédérés du Missouri partirent pour Lawrence en réponse à la mort des femmes et enfants. Quantrill rationalisa : une attaque sur cette citadelle apporterait la vengeance pour tous les maux, réels ou imaginaires que les Sudistes avaient endurés. Avant que l'incursion ait été terminée, Quantrill et ses hommes avaient tué approximativement 150-200 hommes, de tous âges.